# Cuttsia
Cuttsia is een geslacht uit de familie Rousseaceae. Het geslacht telt één soort, die voorkomt in de Australische deelstaten New South Wales en Queensland.

## Soorten
- Cuttsia viburnea F.Muell.